# Lista episoadelor din Andromeda
În acest articol este prezentată Lista episoadelor din serialul științifico-fantastic Andromeda. Episoadele sunt prezentate în ordine cronologică, care corespunde cu istoria prezentată în serial.

## Prezentare
| Sezon | Sezon | Episod | Premiera | Data apariției pe DVD | Data apariției pe DVD |
| Sezon | Sezon | Episod | Premiera | Regiunea 1            | Regiunea 2            |
| ----- | ----- | ------ | -------- | --------------------- | --------------------- |
|       | 1     | 22     | 2000-01  | 13 noiembrie 2003     | 6 februarie 2006      |
|       | 2     | 22     | 2001-02  | 27 iulie 2004         | 6 martie 2006         |
|       | 3     | 22     | 2002-03  | 1 februarie 2005      | 17 aprilie 2006       |
|       | 4     | 22     | 2003-04  | 19 iulie 2005         | 1 mai 2006            |
|       | 5     | 22     | 2004-05  | 3 octombrie 2006      | 7 august 2006         |

## Primul sezon (2000-2001)
1. Under the Night - Partea 1
2. An Affirming Flame - Partea 2
3. Too Loose the Fateful Lightning
4. D Minus Zero
5. Double Helix
6. Angel Dark, Demon Bright
7. The Ties That Blind
8. Banks of the Lethe
9. A Rose in the Ashes
10. All Great Neptune’s Ocean
11. The Pearls that Were His Eyes
12. The Mathematics of Tears
13. Music of a Distant Drum
14. Harper 2.0
15. Forced Perspective
16. The Sum of Its Parteas
17. Fear and Loathing in the Milky Way
18. The Devil Take the Hindmost
19. The Honey Offering
20. Star-Crossed
21. It Makes a Lovely Light
22. ... Its Hour Come Round at Last - Partea 1

## Al II-lea sezon (2001-2002)
1. The Widening Gyre - Partea 2
2. Stratégies de fuite Exit Strategies
3. A Heart for Falsehood Framed
4. Pitiless as the Sun
5. Last Call at the Broken Hammer
6. All Too Human
7. Una Salus Victus
8. Home Fires
9. Into the Labyrinth
10. The Prince
11. Bunker Hill
12. Ouroborous
13. Lava and Rockets
14. Be All My Sins Remembered
15. Dance of the Mayflies
16. In Heaven Now Are Three
17. The Things We Cannot Change
18. The Fair Unknown
19. Belly of the Beast
20. The Knight, Death, and the Devil
21. Immaculate Perception
22. The Tunnel at the End of the Light

## Al III-lea sezon (2002-2003)
1. If The Wheel Is Fixed
2. The Shards Of Rimni
3. Mad To Be Saved
4. Cui Bono
5. The Lone And Level
6. Slipfighter The Dogs Of War
7. The Lepers Kiss
8. For Whom The Bell Tolls
9. And Your Heart Will Fly Away
10. The Unconquerable Man
11. Delenda Est
12. The Dark Backward
13. The Risk-All Point
14. The Right Horse
15. What Happens To A Rev Deferred
16. The Point Of The Spear
17. Vault Of The Heavens
18. Deep Midnight's Voice
19. The Illusion Of Majesty
20. Twilight Of The Idols
21. Day Of Judgement, Day Of Wrath
22. Shadows Cast By A Final Salute

## Al IV-lea sezon (2003-2004)
1. Answers Given to Questions Never Asked
2. Pieces of Eight
3. Waking the Tyrant's Device
4. Double or Nothingness
5. Harper/Delete
6. Soon the Nearing Vortex - Partea 1
7. The World Turns All Around Her - Partea 2
8. Conduit to Destiny
9. Machinery of the Mind
10. Exalted Reason, Resplendent Daughter
11. The Torment, the Release
12. The Spider's Stratagem
13. The Warmth of an Invisible Light
14. The Others
15. Fear Burns Down to Ashes
16. Lost in a Space that Isn't There
17. Abridging the Devil's Divide
18. Trusting the Gordian Maze
19. A Symmetry of Imperfection
20. Time out of Mind
21. The Dissonant Interval - Partea 1
22. The Dissonant Interval - Partea 2

## Al V-lea sezon (2004-2005)
1. The Weight - Partea 1
2. The Weight - Partea 2
3. Phear Phactor Phenom
4. Decay of the Angel
5. The Eschatology of Our Present
6. When Goes Around...
7. Attempting Screed
8. So Burn the Untamed Lands
9. What Will Be Was Not
10. The Test
11. Through a Glass Darkly
12. Pride Before the Fall
13. Moonlight Becomes You
14. Past Is Prolix
15. The Opposites of Attraction
16. Saving Light from a Black Sun
17. Totaled Recall
18. Quantum Tractate Delirium
19. One More Day's Light - Partea 1
20. Chaos and the Stillness of It - Partea 2
21. The Heart of the Journey - Partea 1
22. The Heart of the Journey - Partea 2